# Nedertorneå landskommun
Nedertorneå landskommun är en tidigare kommun i södra Tornedalen i Norrbottens län. Centralort var Haparanda och kommunkod 1952-1966 var 2515.

## Administrativ historik
Nedertorneå landskommun (från början Neder-Torneå landskommun) inrättades den 1 januari 1863 i Nedertorneå socken i Norrbotten när 1862 års kommunalförordningar trädde i kraft. 
Den 1 januari 1920 (enligt beslut den 31 oktober 1919) överfördes vissa delar av Haparanda by från Nedertorneå till Haparanda stad i administrativt, kommunalt och i skolhänseende. Området hade 1 042 invånare.
Kommunreformen 1952 påverkade inte indelningarna i området, då varken Västerbottens eller Norrbottens län berördes av reformen.
1960 överfördes Malören (areal 0,21 kvadratkilometer, varav allt land) till Nederkalix landskommun. 1 januari 1967 uppgick Nedertorneå i Haparanda stad.

### Kyrklig tillhörighet
I kyrkligt hänseende tillhörde kommunen Nedertorneå-Haparanda församling.

## Kommunvapen
Nedertorneå landskommun förde inte något vapen.

## Geografi
Nedertorneå landskommun omfattade den 1 januari 1952 en areal av 441,38 km², varav 427,28 km² land. Efter nymätningar och arealberäkningar färdiga den 1 januari 1954 omfattade landskommunen den 1 januari 1961 en areal av 477,39 km², varav 460,90 km² land.

### Tätorter i kommunen 1960
| Tätort  | Folkmängd |
| ------- | --------- |
| Seskarö | 829       |
| Nikkala | 371       |

Tätortsgraden i kommunen var den 1 november 1960 33,2 procent.

## Politik

### Mandatfördelning i valen 1938-1962
| 7 | 9 | 6 | 3 |

| 24 |

| 7 | 9 | 6 | 3 |

| 23 |

| 8 | 8 | 7 | 2 |

| 23 |

| 7 | 10 | 6 | 2 |

| 23 |

| 6 | 10 | 6 |  | 2 |

| 23 |

| 6 | 11 | 6 | 2 |

| 22 |

| 6 | 11 |  | 5 | 2 |

| 24 |

### Fotnoter
1. ↑   ( PDF) Folkräkningen den 31 december 1920, I. Areal och folkmängd inom särskilda förvaltningsområden; Folkmängdens fördelning efter hushåll. Stockholm: Statistiska centralbyrån. 1923. sid. 82-83. Arkiverad från originalet den 26 oktober 2014. https://www.webcitation.org/6TbpfnsYC?url=http://www.scb.se/Grupp/Hitta_statistik/Historisk_statistik/_Dokument/SOS/Folkrakningen_1920_1.pdf. Läst 4 augusti 2018 Arkiverad 24 september 2015 hämtat från the Wayback Machine.
2. ↑   ( PDF) Folkmängden inom administrativa områden den 31 december 1919. Sveriges officiella statistik - Folkmängden och dess förändringar. Stockholm: Statistiska centralbyrån. 1920. sid. 35 & 39. Arkiverad från originalet den 16 november 2017. https://web.archive.org/web/20171116185026/http://www.scb.se/H/SOS%201911-/Befolkningsstatistik/Folkm%C3%A4ngden%20inom%20administrativa%20omr%C3%A5den%20(SOS)%201910-1961/Folkm%C3%A4ngden-inom-administrativa-omr%C3%A5den-1926.pdf. Läst 4 augusti 2018
3. 1 2   ( PDF) Folkräkningen den 31 december 1950, I, Areal och folkmängd inom särskilda förvaltningsområden m.m., Tätorter. Stockholm: Statistiska centralbyrån. 1952. sid. 6* & 122. Arkiverad från originalet den 1 oktober 2014. https://www.webcitation.org/6T09ZkyrB?url=http://www.scb.se/Grupp/Hitta_statistik/Historisk_statistik/_Dokument/SOS/Folkrakningen_1950_1.pdf. Läst 4 augusti 2018 Arkiverad 29 oktober 2013 hämtat från the Wayback Machine.
4. ↑  SCB Folkräkningen 1960 del 1 Arkiverad 14 oktober 2013 hämtat från the Wayback Machine. sida 207 anm. till Norrbottens län not 8
5. ↑  Per Andersson: Sveriges kommunindelning 1863-1993, Draking, Mjölby 1993, ISBN 91-87784-05-X, s. 99
6. ↑  Statistiska centralbyrån: Folkräkningen 1960 Del 1 Arkiverad 14 oktober 2013 hämtat från the Wayback Machine. sida 75 & 221 i pdf:en anm. till Norrbottens län not 3
7. ↑  SCB Folkräkningen 1960 del 2 Arkiverad 24 september 2015 hämtat från the Wayback Machine. sida 47 i pdf:en